# Îles Cueri
Cueri (en espagnol : Islas Cueri) sont des îles du Chili.

## Géographie
Elles se situent dans le Sud-Ouest du Chili et sont totalement rocheuses. La plus grosse des îles à une superficie d'environ 7,3 km2.